# 测量控制网

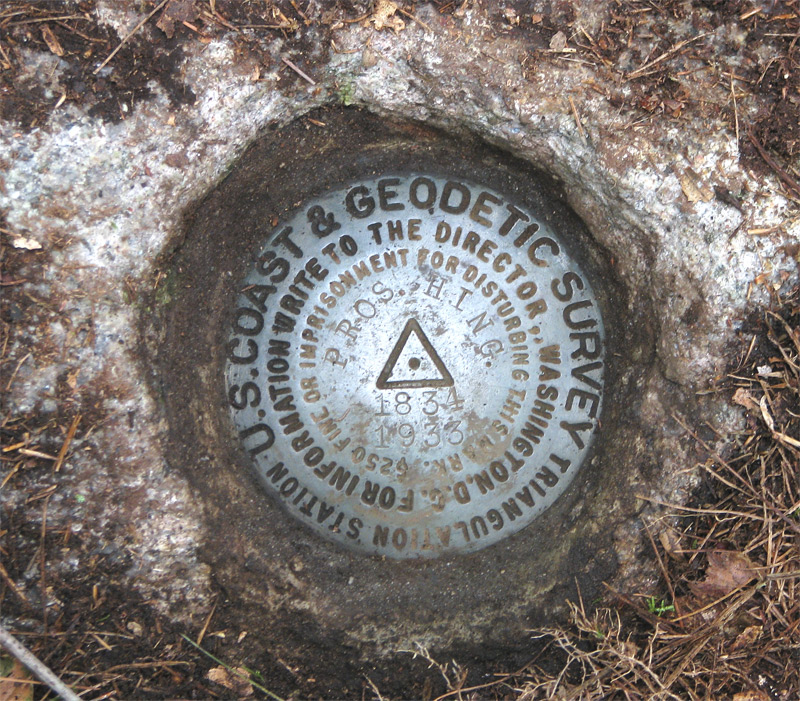
美国海岸和大地测量局设立的控制点。

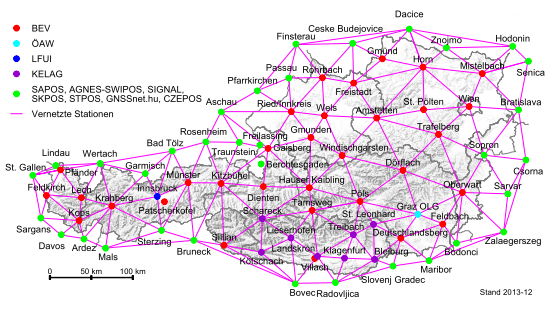
用于奥地利定位服务的控制网。

测量控制网在测绘学中指地面上按一定原则布设的相互联系的一系列固定点所构成的网，这些固定点被称为控制点，是以一定精度测定其位置为其他测绘工作提供依据的固定点。
在测量工作中，如果从一个已知点开始逐点进行测量，由于误差的积累，最后求得的未知点数据可能会严重超过可允许的误差范围。因此，为了防止误差的积累，提高测量精度，在实际测量工作中，首先在测区选择一些具有控制意义的点，用相对精确的测量手段和计算方法，在同一坐标系中，确定这些点的平面坐标和高程，然后再以这些控制点测定周围其他的点位、进行施工放样等工作。为建立控制网、确定控制点位置的工作称为控制测量。控制测量分为平面控制测量和高程控制测量，分别确定控制点的平面坐标和高程。目前，平面控制测量主要采用GPS测量，高程控制测量主要通过水准测量方法。